# Colorsync
Colorsync (om vilket Apple använder formen ColorSync) är ett applikationsprogrammeringsgränssnitt för samordnad färgkalibering av bildskärmar, bildläsare och färgskrivare, utvecklat av Apple och använt i Mac OS Classic och Mac OS.